# Siphonogobius nue
Siphonogobius nue és una espècie de peix de la família dels gòbids i de l'ordre dels perciformes.

## Morfologia
- Els mascles poden assolir 9,2 cm de longitud total i les femelles 8,33.[3]

## Hàbitat
És un peix marí, de clima temperat i associat als esculls de corall que viu entre 1-2 m de fondària.

## Distribució geogràfica
Es troba al Japó.

## Observacions
És inofensiu per als humans.